# Haderlap
Pogostost priimka Haderlap je bila po podatkih Statističnega urada Republike Slovenije na dan 1. januarja 2010 manjša kot 5 oseb. Večina nosilcev tega priimka živi na avstrijskem Koroškem. 

## Znani nosilci priimka
- Andrej Haderlap (1919—1994), koroški komunistični politik in časnikar
- Anton (Tonči) Haderlap (?—1969), partizan
- Anton Haderlap (1930—2016), ljudski pesnik, gozdar; pisec spominov
- France Haderlap (1864—?), cerkovnik
- Karla Haderlap (*1938), ljudska pesnica in pripovednica
- Katarina Haderlap (Katarina Miklav - "Šrtevka") (1904—1944), pesnica (umrla v Ravensbrücku)
- Lipe Haderlap (1849—1896), časnikar, pesnik, pisatelj, prevajalec, politik
- Maja Haderlap (*1961), pesnica, pisateljica, dramaturginja, teatrologinja, prevajalka
- Peter Haderlapp, botanik (visokogorsko rastlinje)
- Zdravko Haderlap (*1964), plesalec, koreograf, režiser, novinar, fotograf, kulturni organizator (Železna Kapla)